# Mykonos
Mykonos är en grekisk ö i Egeiska havet. Den ingår i ögruppen Kykladerna och är ett populärt mål för badturister.
En del av de föremål som anträffats vid arkeologiska utgrävningar på Delos och Rheneia har sammanförts i ett offentligt museum i staden, men större delen har flyttats till Aten.
Mykonos internationella flygplats är öns egen internationella flygplats. Staden har även två hamnar som bland annat tar emot kryssningsfartyg och färjor till andra grekiska öar samt till närliggande Delos.
Lokala bussar trafikerar mellan staden Mykonos och stränderna. Busstation Old Port har bussar mot Elia, Panormos och Kalafatis. Busstation Fabrika har linjer mot Ornos Beach, Agios Yannis, Platis Gialos, Paraga och Paradise Beach.

## Galleri

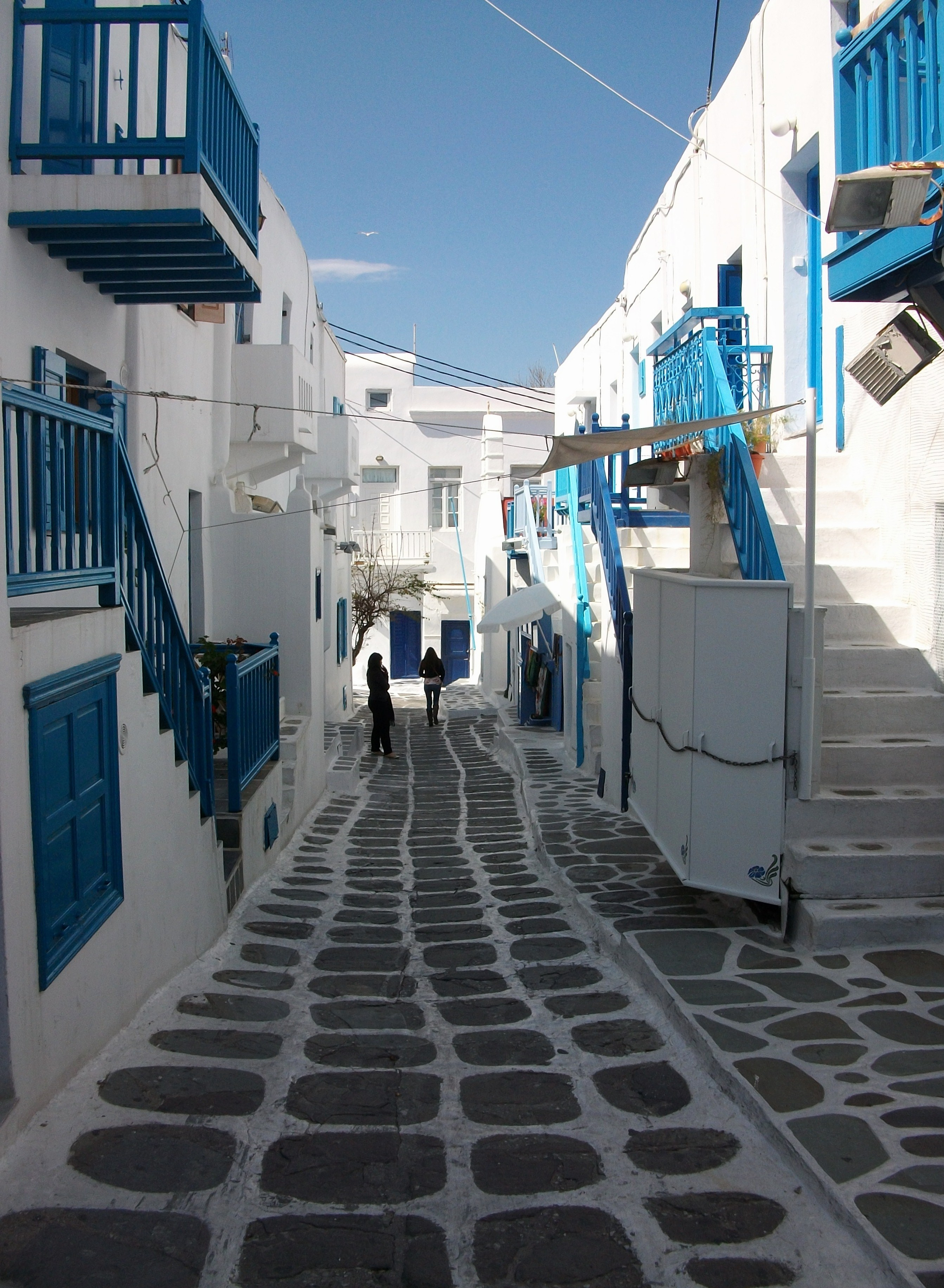
Gränd i Mykonos stad
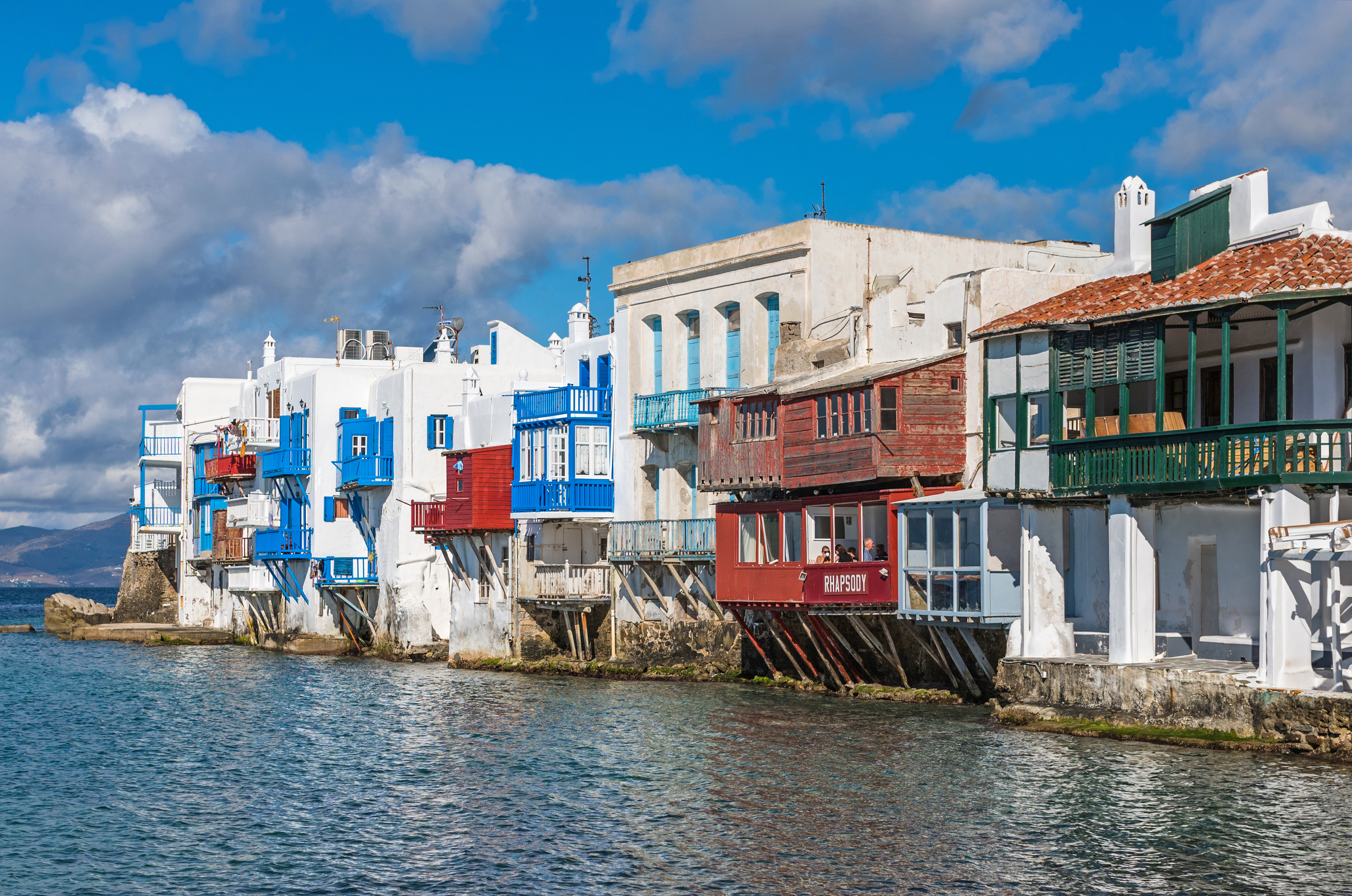
Stadsdelen Little Venice i Mykonos.
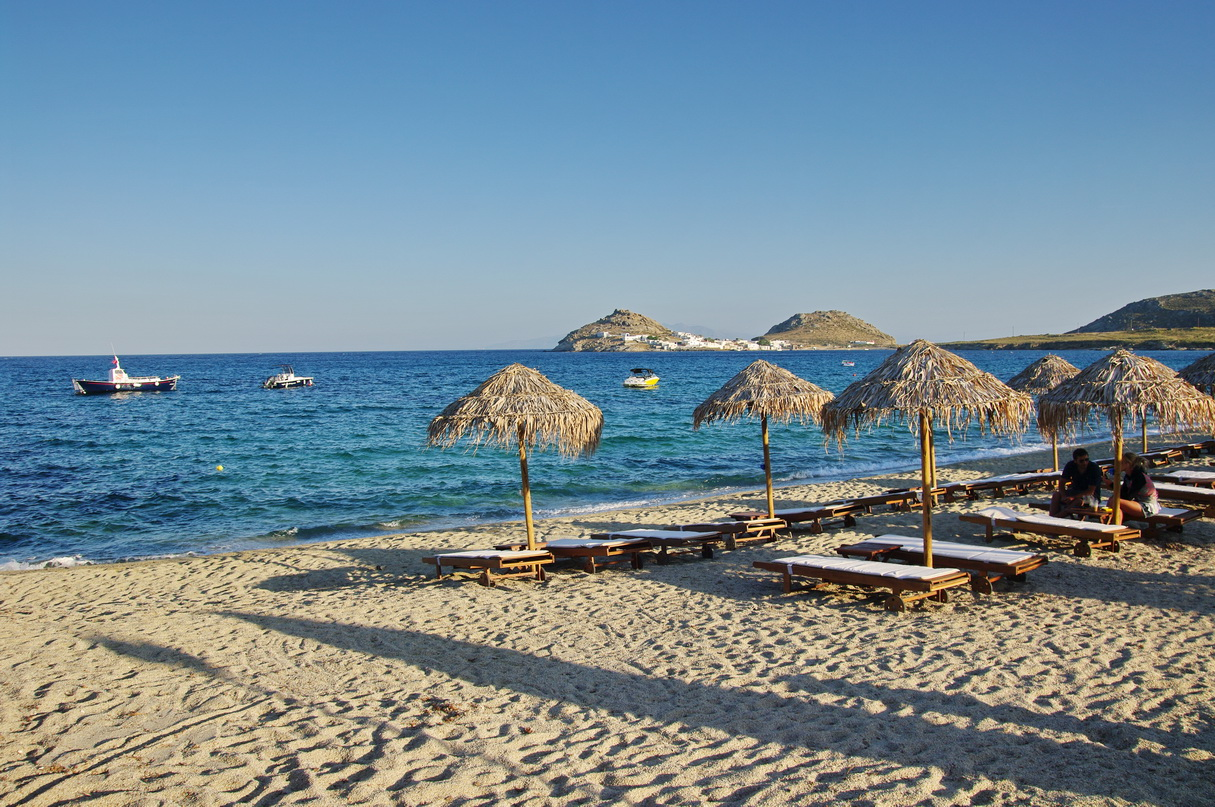
En av Mykonos många stränder.
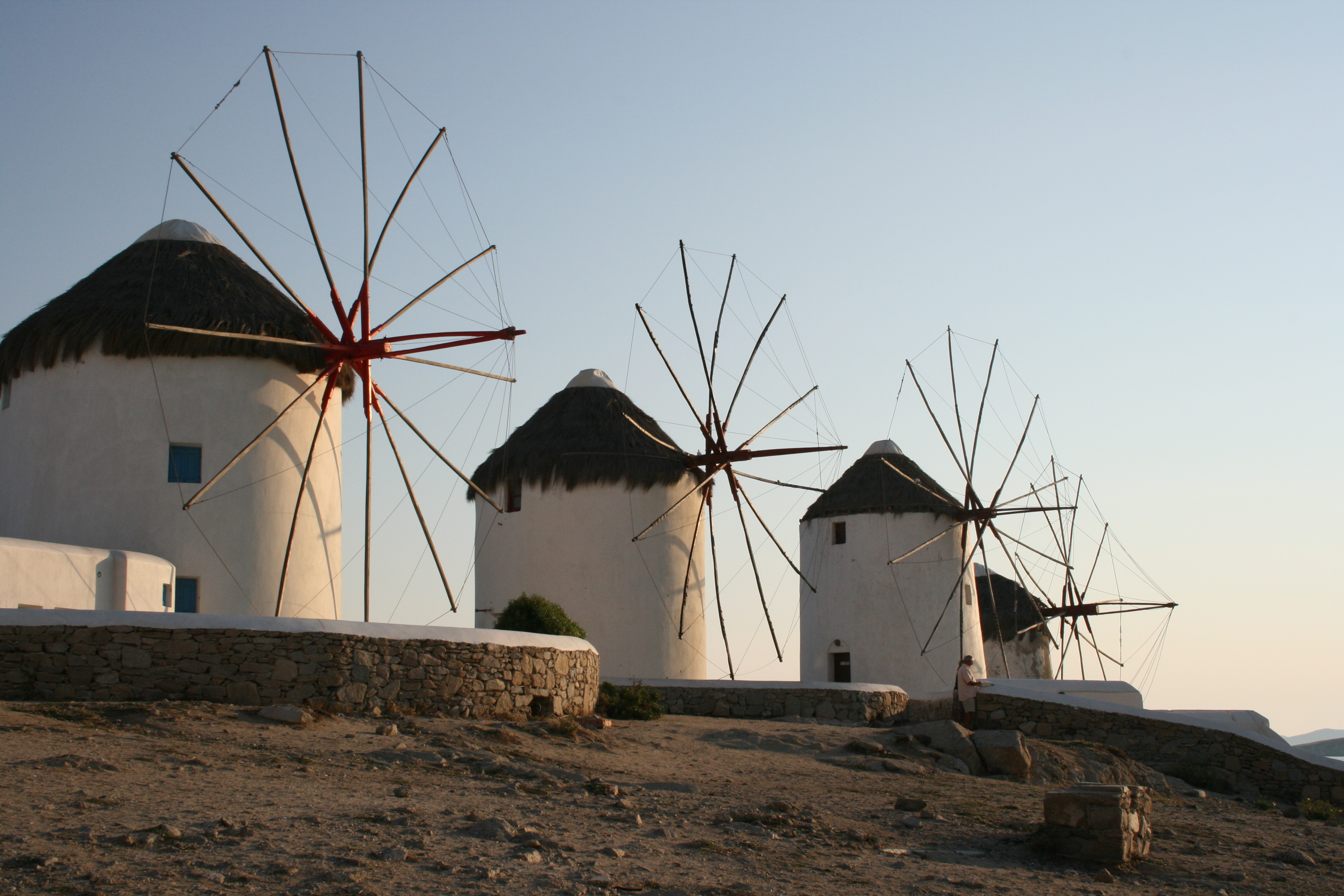
Mykonos väderkvarnar.
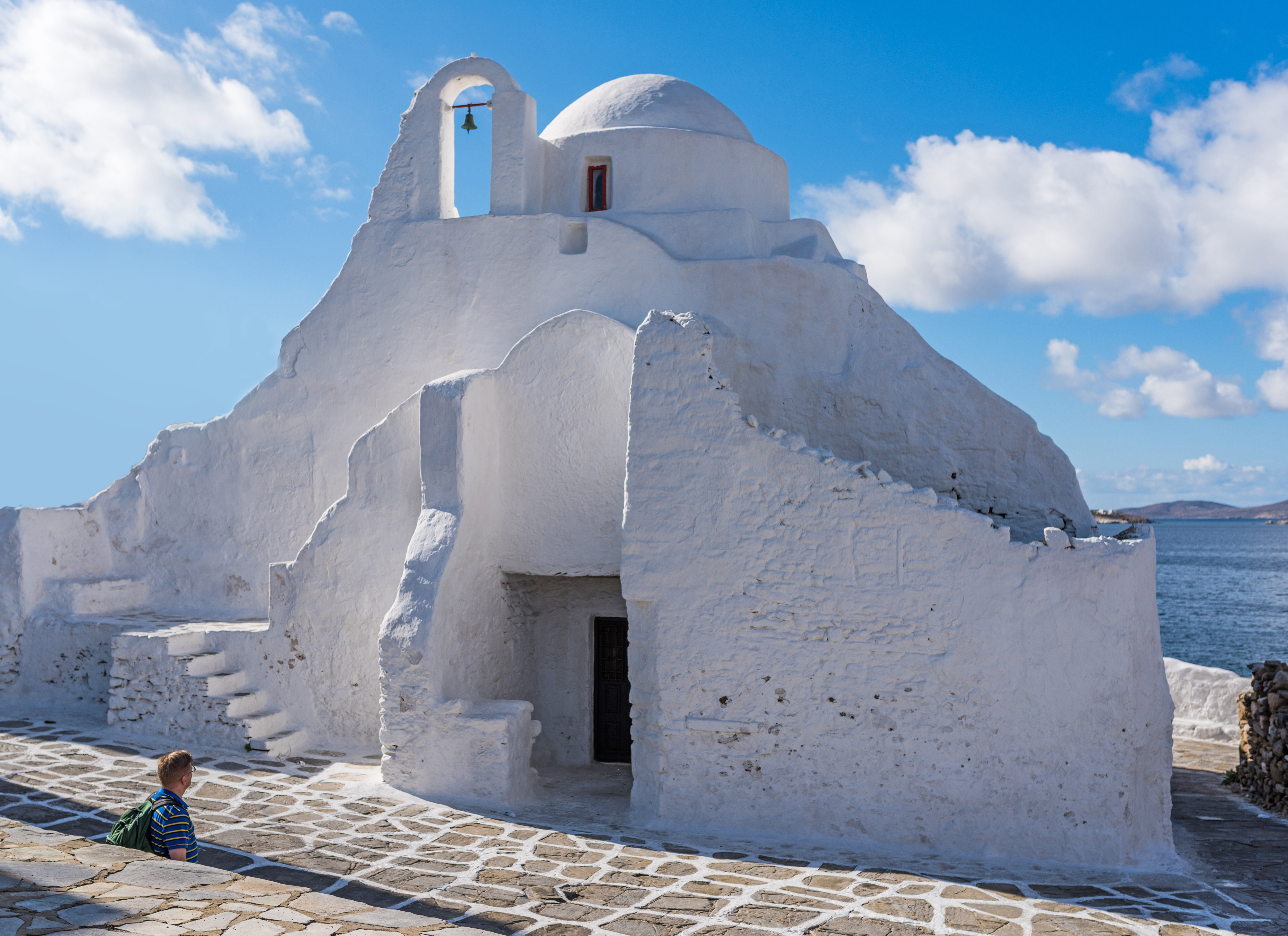
Kyrkan Panagia Paraportiani.
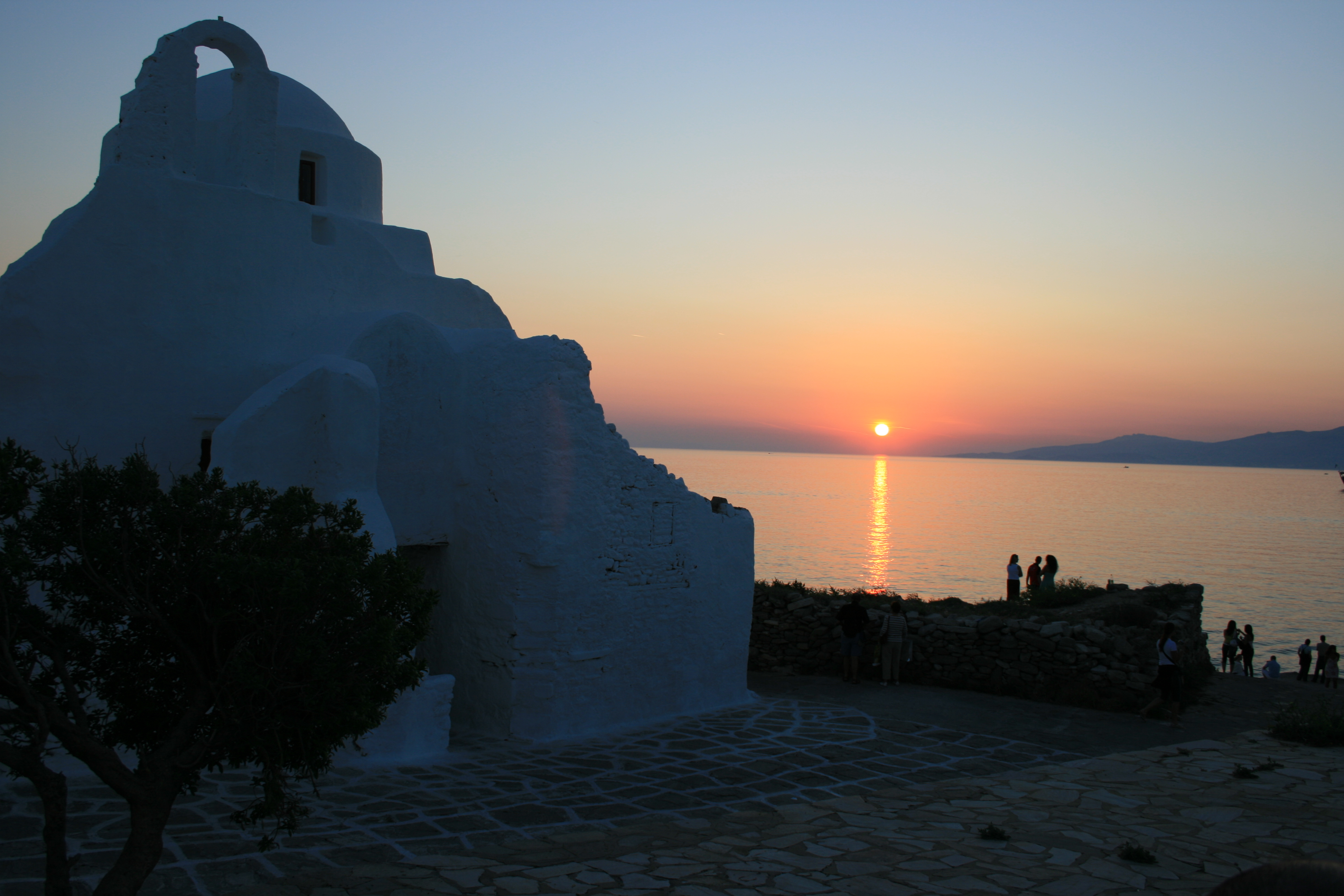
Kyrkan Panagia Paraportiani i skymningen.
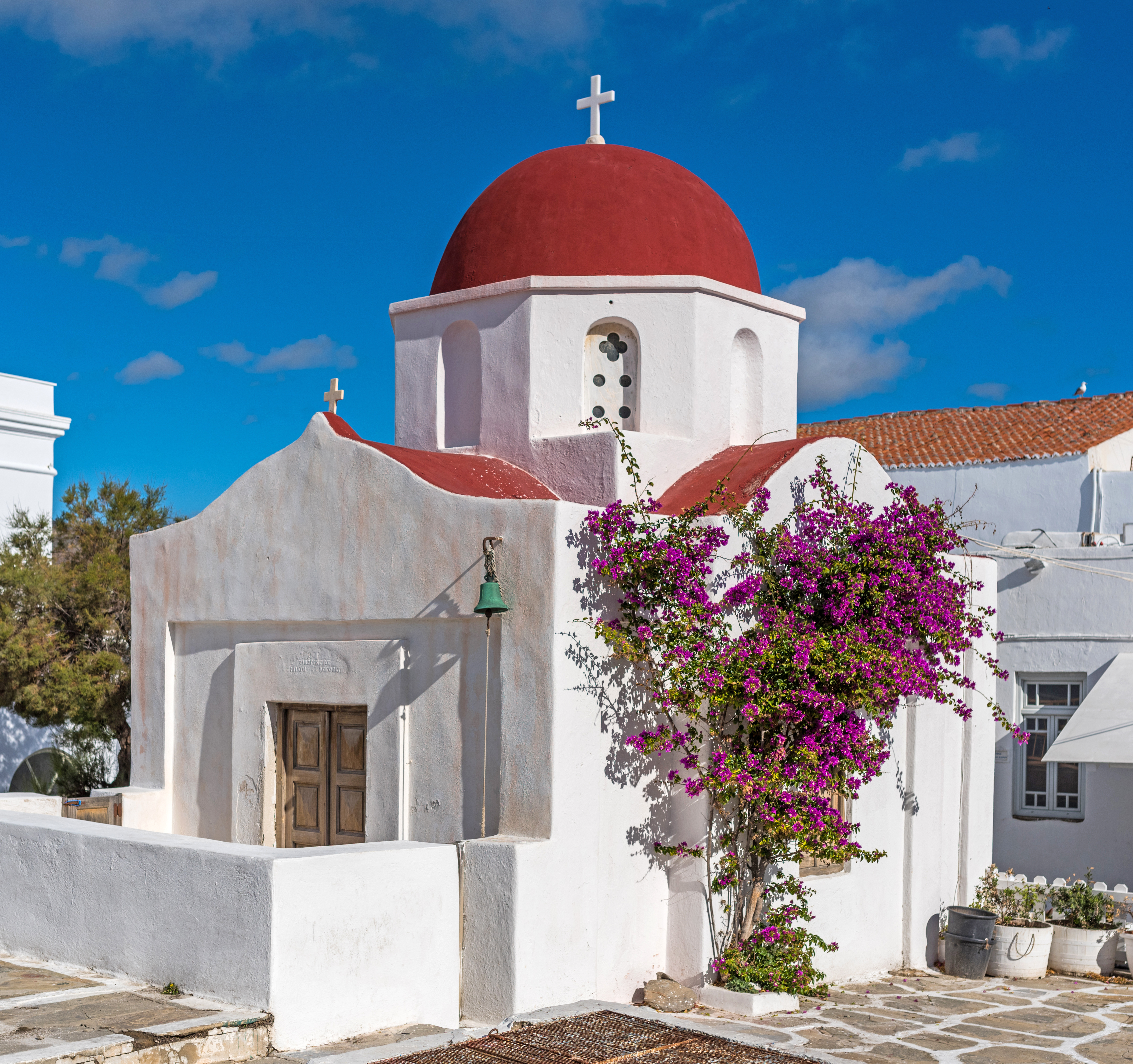
Mykonos kyrka.
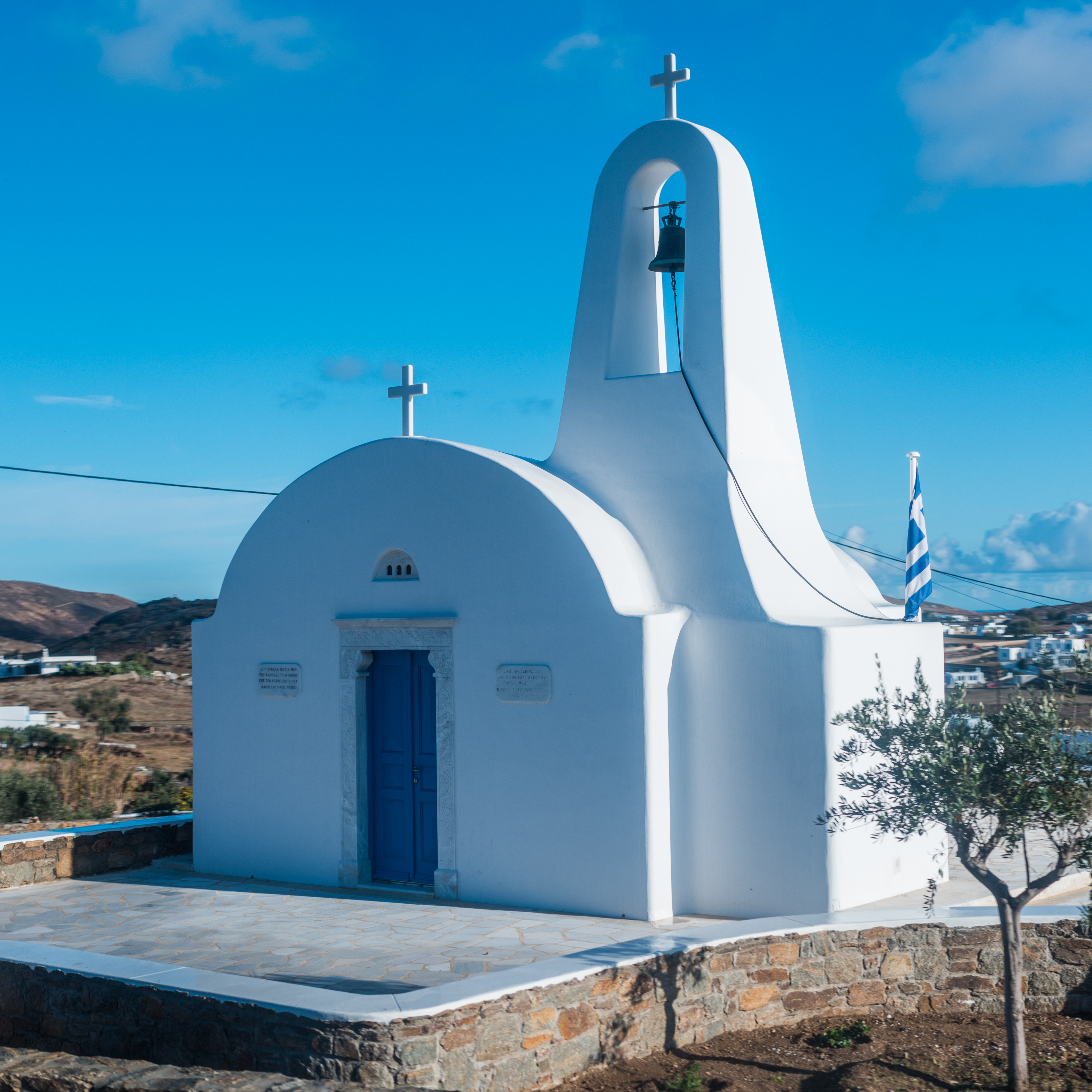
Mykonos kyrka.
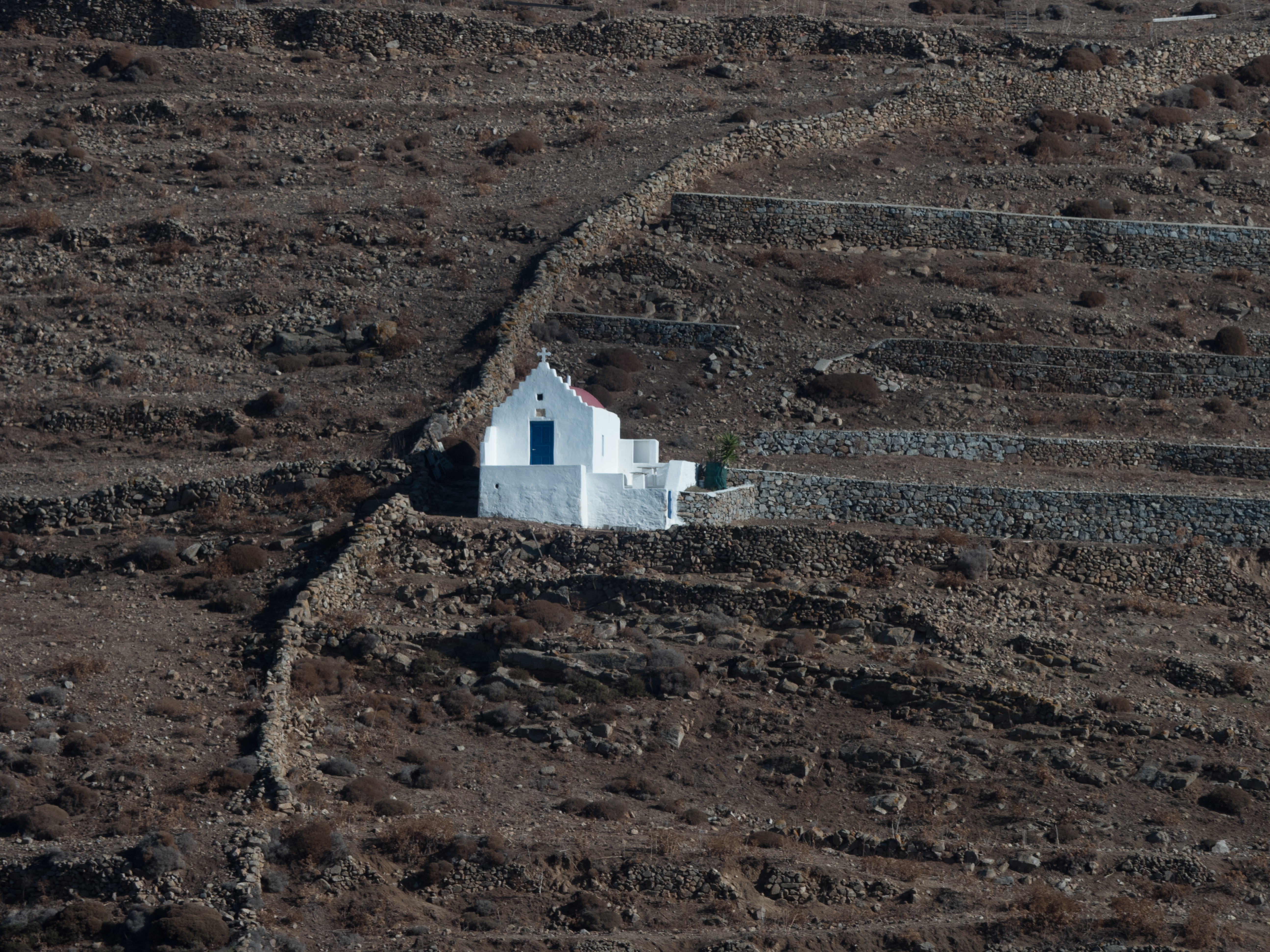
Mykonos kyrka.
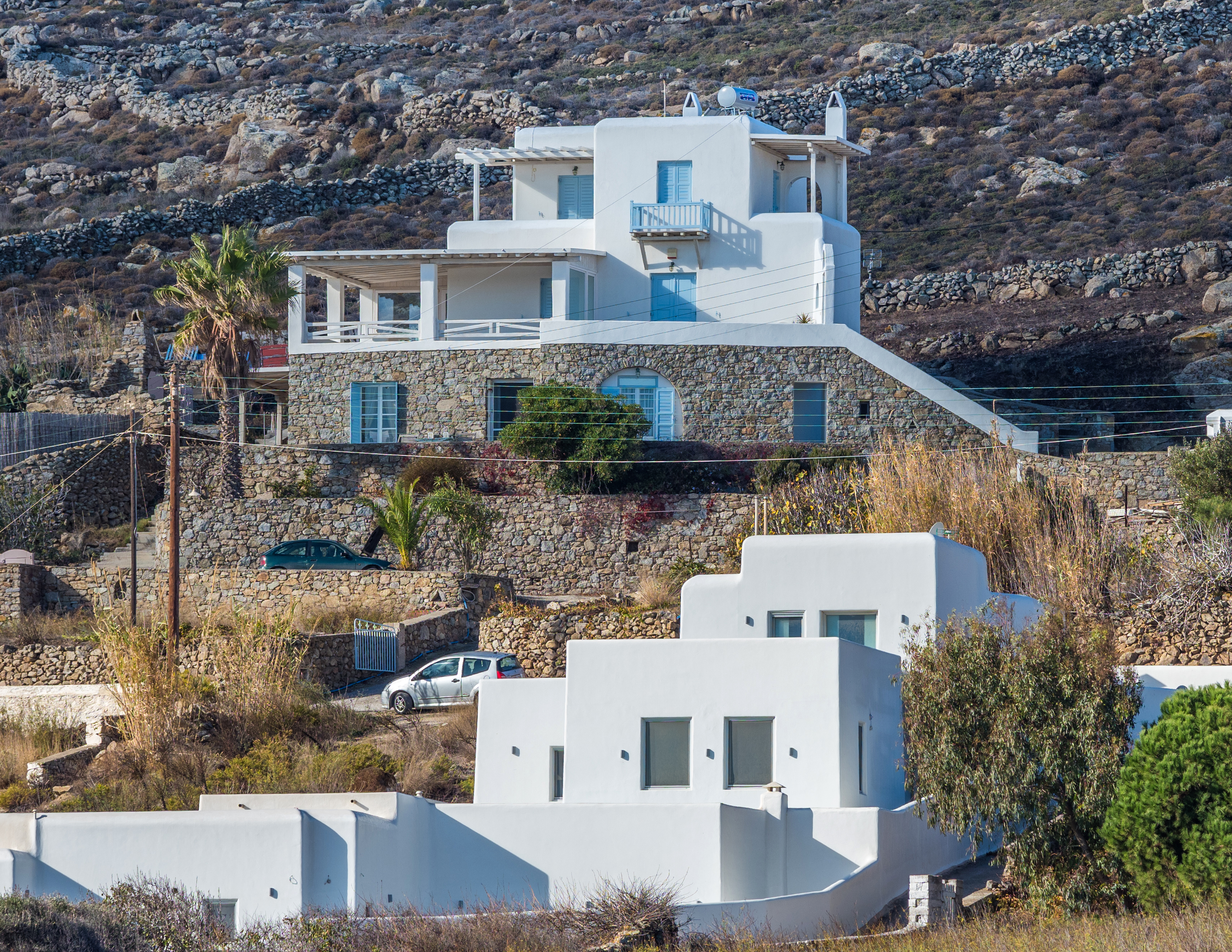
Moderna bostäder i Mykonos.
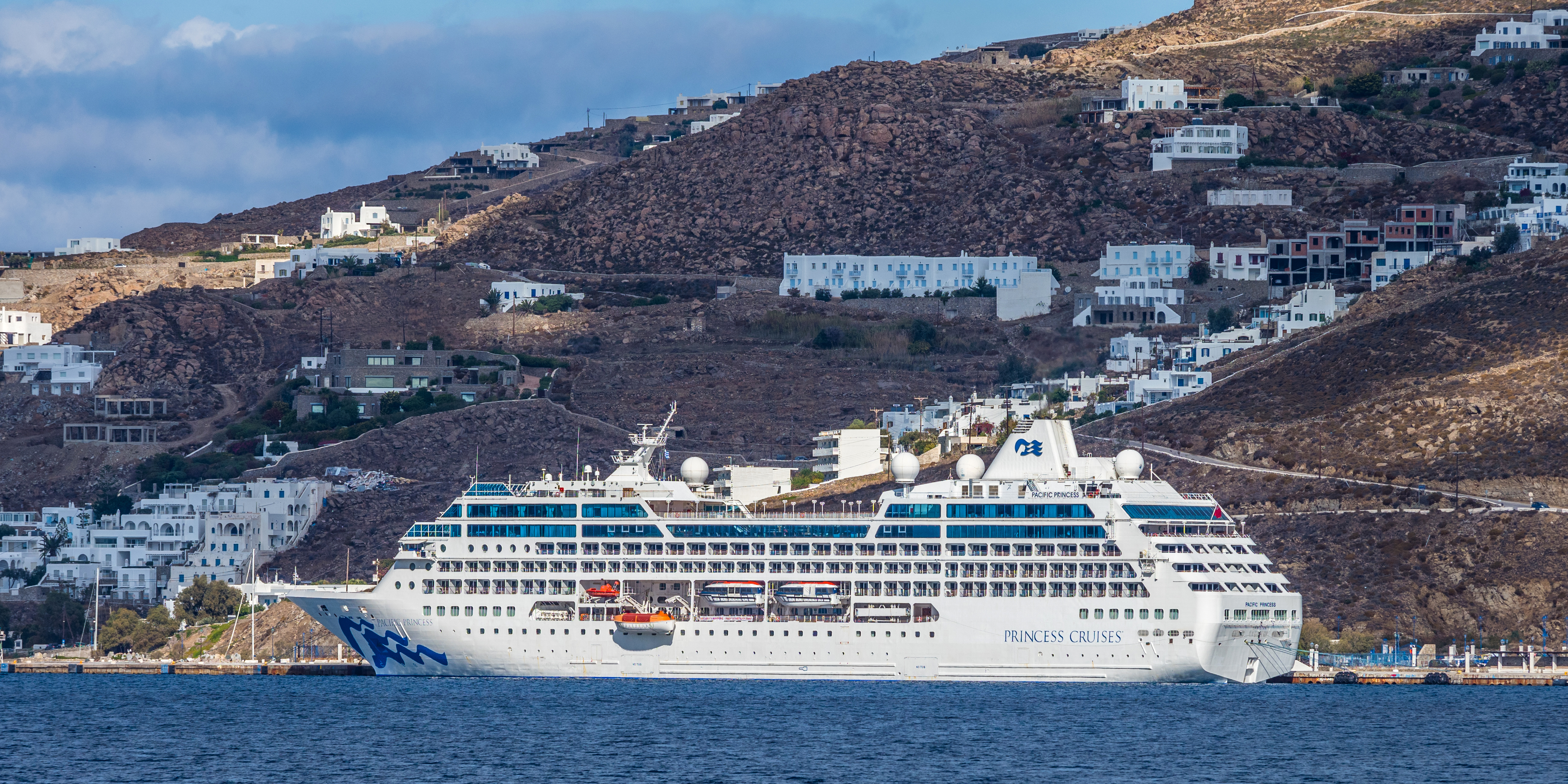
Kryssningsfartyg på besök i Mykonos.
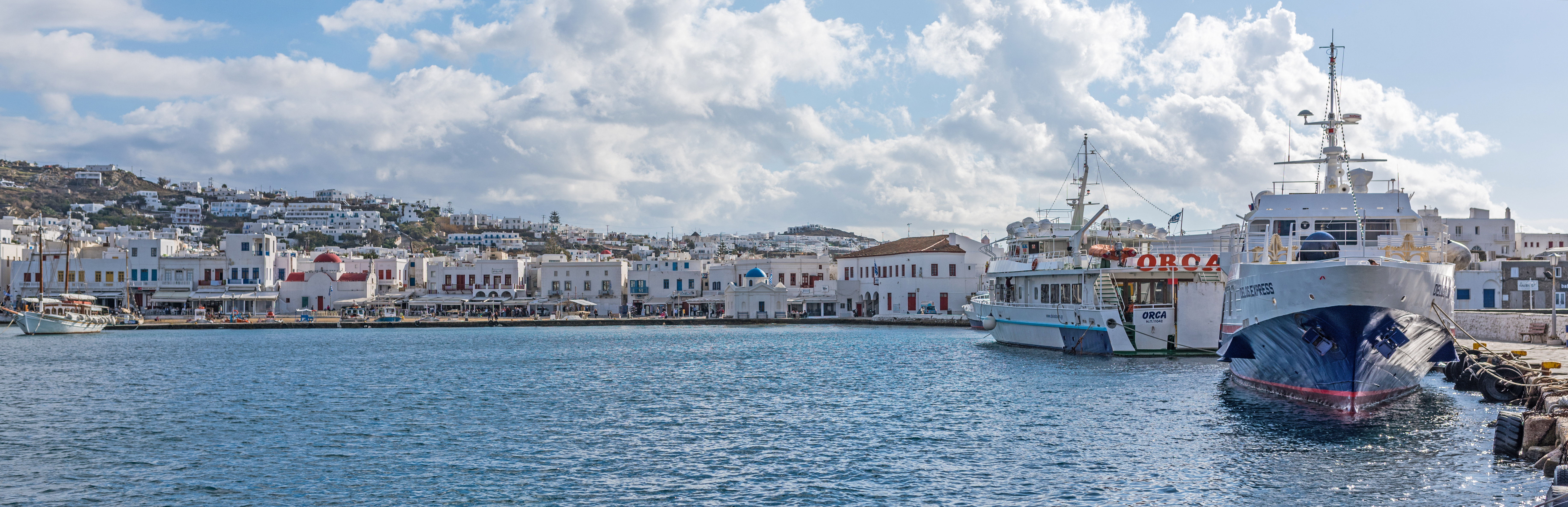
Mykonos hamn.